# Sky Mile Tower
De Sky Mile Tower (Japans: スカイマイルタワー Sukai Mairu Tawā) is een voorgestelde wolkenkrabber in de stad Tokio (Japan). De toren moet 1700 m hoog worden en zal 400 verdiepingen hebben als hij voltooid wordt in 2045.
Het ontwerp van de toren is onderdeel van een initiatief genaamd Next Tokyo 2045 voor onderzoeks- en ontwikkelingsdoeleinden. Het initiatief werd genomen door de architecten Kohn Pedersen Fox Associates en Leslie E. Roberson Associates. De Sky Mile Tower moet worden gebouwd op een archipel van drooggelegd land in de Baai van Tokio. Het droogleggen van dit land wordt ook wel Next Tokyo genoemd. De wolkenkrabber is ontworpen om 55.000 mensen te huisvesten wanneer voltooid.
Een uniek concept voor deze wolkenkrabber is dat water niet naar de bovenste verdiepingen zal worden gepompt, maar dat het water uit de atmosfeer wordt verzameld.